# 圣彼得罗-因阿曼泰亚
圣彼得罗-因阿曼泰亚（義大利語：San Pietro in Amantea）是意大利科森扎省的一个市镇。总面积10平方公里，人口548人，人口密度54.8人/平方公里（2009年）。ISTAT代码为078126。